# Ranetki Girls
Ranetki Girls (en russe : Ранетки) est un groupe féminin russe de pop rock russe, originaire de Moscou. 

## Historique
Le groupe est formé en 2005 à Moscou, en Russie. À leurs débuts, elles participent aux programmes Pyat zvyozd et Eurosonic 2008. Un premier album studio, intitulé Ranetki (Ранетки), est publié en 2006.
L'un de leurs morceaux, O Tebe, figure dans le jeu Grand Theft Auto IV, sur la radio fictive Vladivostok FM, ainsi que Ona Odna dans le jeu Les Sims 2 : Animaux et Cie. Le groupe a aussi composé la bande son de la série télévisée russe Kadetstvo (Кадетство) et joue dans la série télévisée du nom du groupe, Ranetki. 

## Membres
- Anya Bajdavletova - batterie, chant
- Anya Rudneva - guitare rythmique, chœurs
- Zhenya Ogurtsova - clavier, chant
- Natasha Sjtjelkova - guitare électrique
- Lena Tretyakova - guitare basse, chœurs